# Yos Por
Yos Por (tiếng Khmer: យស់ ព័រ), là chính trị gia cộng sản Campuchia.
Năm 1963, Por là một trong 40 người Khmer được Hà Nội hậu thuẫn đặt chân đến Trung Quốc tham gia vào khóa đào tạo chính trị 4 năm. Giữa lúc xảy ra cuộc Cách mạng Văn hóa thì Por quyết định rời khỏi Trung Quốc vào năm 1967.
Năm 1970 Por được đưa vào ủy ban Kampot (Khu 35) của Đảng Cộng sản Campuchia. Ông phụ trách mảng Giáo dục và Thông tin. Năm 1972, giới lãnh đạo của đảng tập trung dưới quyền Pol Pot bắt đầu nhắm vào những thành viên cộng sản Khmer giống như Por từng ở lại Việt Nam. Số thành viên trở về từ Việt Nam đều bị loại bỏ khỏi các chức vụ trong đảng và nhiều người, trong đó có Por, phải chịu đựng sự sỉ nhục và bị buộc tội là thành phần theo chủ nghĩa xét lại.
Do lo sợ nguy hại đến tính mạng nên Yos Por đã bỏ trốn sang Việt Nam. Sau khi chế độ Pol Pot bị lật đổ, Por được bầu làm tổng thư ký Mặt trận Đoàn kết Dân tộc Cứu nước Campuchia (KUFNS hay FUNSK) vào năm 1979. Ông còn trở thành người đứng đầu Hiệp hội Hữu nghị Cộng hòa Nhân dân Campuchia-Liên Xô.